# ヤナギイチゴ
ヤナギイチゴ（柳苺、学名: Debregeasia orientalis）は、イラクサ科ヤナギイチゴ属の落葉低木である。日本では暖地の海岸付近に生息する。標準和名は、ヤナギのような葉を持ち、イチゴ状の果実を付けることによる命名である。中国名は、水麻。

## 分布と生育環境
暖帯南部から亜熱帯にかけて分布する。
日本では、どこにでもある種ではないが、関東地方以西の本州、四国、九州、沖縄に分布し、沿岸部の湿っぽい常緑樹林や渓流沿いの緩く傾いた荒地、日当たりの良い道路脇、崖地などに生息する。中国では チベット南部、広西、雲南、貴州、湖北、湖南などの標高300 - 2800メートル (m) の地域に分布する。また台湾にも分布する、

## 形態・生態
落葉広葉樹の低木で、高さ2 - 3 mになる。雌雄異株、稀に同株。
枝は長く伸び樹皮は強靭。樹皮は淡褐色で小さな皮目が多く、若い枝は毛が多い。葉は長さ7 - 20センチメートル (cm) 程度の披針形または長楕円形で互生する。表側はやや光沢があり、脈の部分が凹み皺がある。裏側には白綿毛を密生する。冬に葉が残ることも多い。
花期は3 - 5月。数個の花からなる小さな球形の花序を葉腋につける。雄花は直径1.5 - 2ミリメートル (mm) で花被は4枚で雄蘂は4本。雌花の花被は4枚で合生する。果実は、多肉化した花被が痩果を包んでいるものが集合しキイチゴ状になる。6月頃に黄橙色に成熟し、多汁質で甘く、食用になる。
冬芽は互生し、葉芽は長楕円形で先端が尖り、花芽は丸みがあり2個つく。葉痕は半円形や三角形でやや隆起し、維管束痕が3 - 5個つく。

## 人間との関係
果実は甘く食用になるが、今日ではほとんど利用されない。樹皮を土用の頃に採取し、水に漬けて繊維を取って麻の代用品としたが今日ではあまり使われない。